# Vlagyimir Karpovics Pikalov
Vlagyimir Karpovics Pikalov (oroszul: Владимир Карпович Пикалов; 1924. szeptember 15. – 2003. március 29.) szovjet tábornok, 1968-tól 1988-ig a vegyi csapatok parancsnoka.
A második világháborúban részt vett a moszkvai, sztálingrádi és kurszki csatában, többször megsebesült.
Pikalov 1986. április 26-án délután érkezett a csernobili atomerőmű katasztrófa helyszínére, és átvette a parancsnokságot.

## Elismerései
1986 decemberében megkapta a Szovjetunió Hőse címet a csernobili katasztrófa megfékezésében játszott szerepéért. 

## Érdekesség
A Csernobil minisorozatban Pikalovot Mark Lewis Jones alakítja.

## Fordítás
- Ez a szócikk részben vagy egészben  a   Vladimir Pikalov című angol Wikipédia-szócikk ezen változatának fordításán alapul.  Az eredeti cikk szerkesztőit annak laptörténete sorolja fel. Ez a jelzés csupán a megfogalmazás eredetét és a szerzői jogokat jelzi, nem szolgál a cikkben szereplő információk forrásmegjelöléseként.